# Korvenjärvi
Korvenjärvi är en sjö i Finland. Den ligger i Nystads stad i landskapet Egentliga Finland, i den sydvästra delen av landet, 200 km väster om huvudstaden Helsingfors. Korvenjärvi ligger 12 meter över havet. I omgivningarna runt Korvenjärvi växer i huvudsak barrskog. Arean är 19,3 hektar och strandlinjen är 2,31 kilometer lång. Sjön  ingår i Sirppujokis huvudavrinningsområde. 